# Oltacola gomezi
Oltacola gomezi är en spindeldjursart som beskrevs av Roewer 1934. Oltacola gomezi ingår i släktet Oltacola och familjen Ammotrechidae. Inga underarter finns listade i Catalogue of Life.